# Tosco
Tosco é um termo das línguas portuguesa, espanhola, e outras, significando algo grosseiro, mal feito ou de aparência rudimentar.
O lexicógrafo Rafael Bluteau, no seu Vocabulario Portuguez e Latino, publicado em 1728, refere que alguns derivam esta palavra de toscano, por acreditarem que "antigamente a língua toscana, comparada com a latina, fosse tosca e grosseira".
Em 1906, K. Hetzer propôs como etimologia o latim vulgar tuscu,  aludindo ao vicus Tuscus, bairro etrusco de Roma do século I evocado por Platão e Horácio, conhecido pela gente rude, de baixa condição ou libertina que aí habitava. Esta tese seria rechaçada por Meyer-Lübke, mas ressuscitada com grande acerto pelo filólogo catalão Joan Coromines, sendo seguida, entre outros, pelo lexicógrafo Silveira Bueno.